# Українець Ігор Васильович
Ігор Васильович Українець (нар. 22 січня 1976) — український футболіст, нападник та півзахисник.

## Життєпис
Футбольну кар'єру розпочав 1994 року в ковельському «Сільмаші», який виступав в аматорському чемпіонаті України. Того ж року перейшов у «Верес», в якому дебютував у вищій лізі. Перший матч: 7 жовтня 1994 року проти сімферопольської «Таврії». Всього у вищій лізі — 7 поєдинків. За «Верес» зіграв 94 матчі в чемпіонаті та 3 поєдинки у Кубку України. Основну частину кар'єри провів у командах першої та другої ліг України («Миколаїв», «Верховина», «Кристал» (Чортків) та «Цементник-Хорда»). Футбольну кар'єру завершив 2002 року в складі аматорського клубу «Іква».